# Thiazoline
Thiazoline (Dihydrothiazole) sind heterocyclische Verbindungen, deren Fünfring je ein Schwefelatom und ein Stickstoffatom sowie eine Doppelbindung im Ring enthält. Die Heteroatome Schwefel und Stickstoff stehen zueinander in 1,3-Stellung, wobei dem Schwefelatom die Position 1 und dem Stickstoffatom die Position 3 zugewiesen wird. Je nach Lage der Doppelbindung im heterocyclischen Ring gibt es mehrere zueinander isomere Thiazoline:

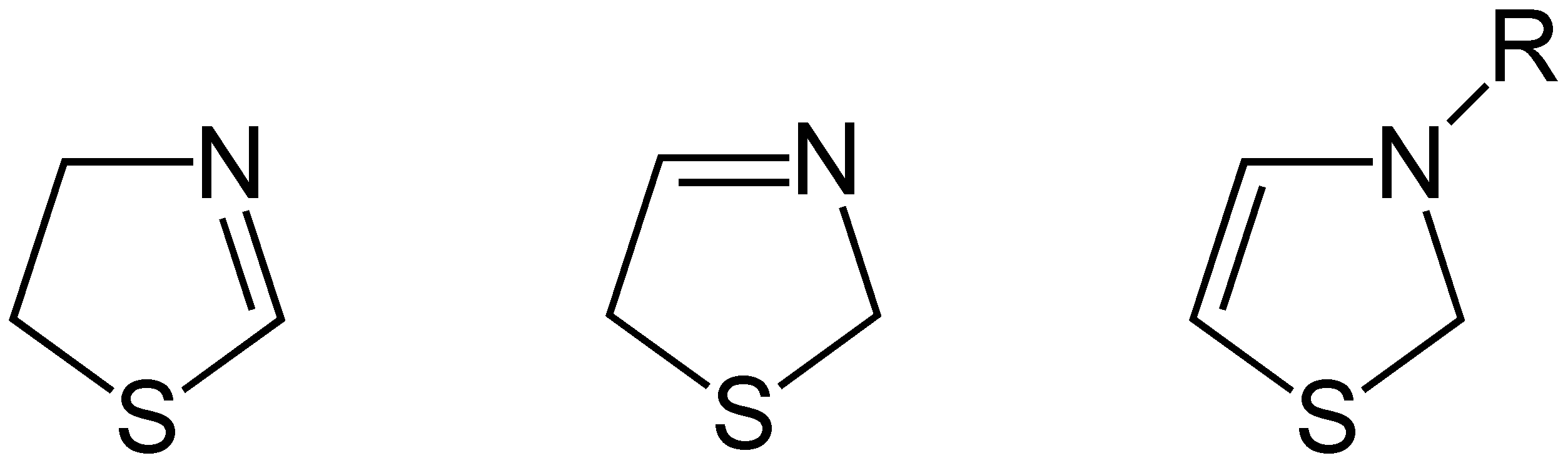
Isomere 2-Thiazoline, 3-Thiazoline und 4-Thiazoline (von links nach rechts)

- 2-Thiazoline (alternativer Name: 4,5-Dihydrothiazole) enthalten eine C=N-Doppelbindung zwischen dem Kohlenstoffatom 2 und dem Stickstoffatom
- 3-Thiazoline (alternativer Name: 2,5-Dihydrothiazole) enthalten eine C=N-Doppelbindung zwischen dem Kohlenstoffatom 4 und dem Stickstoffatom
- 4-Thiazoline (alternativer Name: 2,3-Dihydrothiazole) enthalten eine C=C-Doppelbindung zwischen den Kohlenstoffatomen 4 und 5.

Der schwefelartige Geruch der 3-Thiazoline wird als unangenehm empfunden und ist bei den wenig substituierten Vertretern besonders penetrant.
Thiazoline leiten sich formal durch teilweise Hydrierung aus den aromatischen Thiazolen ab. Die analoge vollständig hydrierte Verbindung ist das Thiazolidin.

## Synthese
2-Thiazoline entstehen bei der Reaktion von Cysteamin (2-Aminoethanthiol) mit Nitrilen. Bei der Reaktion anderer 1,2-Aminomercaptane mit Nitrilen oder Carbonsäureestern entstehen substituierte 2-Thiazoline. Die Synthese der 3-Thiazoline erfolgt durch die Asinger-Reaktion oder Varianten dieser Reaktion. Die Synthese von sterisch einheitlichen chiralen 3-Thiazolinen ausgehend von enantiomerenreinen Aldosen ist in der Literatur beschrieben.
4-Thiazoline lassen sich aus 3-Thiazolinen synthetisieren, es sind jedoch auch andere präparative Methoden zur Herstellung dieses Heterocyclus bekannt.